# 게임스틱
게임스틱(GameStick)은 플레이잼(PlayJam)에서 개발한 단종된 가정용 비디오 게임기이다. HDMI 포트를 통해 TV 뒷면에 직접 연결되고 자체 블루투스 컨트롤러가 함께 제공되는 USB 플래시 드라이브 크기의 마이크로콘솔이다. 사용자는 와이파이를 통해 선별된 스토어에서 콘텐츠를 다운로드할 수 있으며 콘텐츠는 오프라인 액세스를 위해 로컬에 저장된다. 이 장치는 플레이잼 게임 플랫폼으로 구동되며 자체 안드로이드 운영 체제 버전을 실행한다. 휴대성이 뛰어나며 캐주얼부터 미드코어 게이머까지 대상으로 한다. 우야와 마찬가지로 킥스타터를 통해 자금을 조달했다.
생산 방법의 변경으로 인해 원래 출시 날짜인 2013년 6월이 연기되었고 장치는 2013년 11월 초까지 소매점에 배송되지 않았다. 게임스틱은 독점 게임과 주로 캐주얼 게임을 판매하는 앱 스토어에 대한 액세스를 제공한다. 모든 시스템을 개발 키트로 사용할 수 있으므로 게임스틱 소유자라면 누구나 라이선스 비용 없이 개발자가 될 수 있다. 게임스틱은 8세대 비디오 게임기의 일부이다.
재스퍼 스미스(Jasper Smith, 플레이잼 최고 경영자)와 플레이잼 개발팀은 프로세스 초기에 지원자를 모집하기 시작했다. 프로젝트가 시작되기 전에 캘리포니아 주 샌프란시스코에 본사를 둔 게임스틱은 1,000명 이상의 개발자로부터 지원을 받은 것으로 알려졌다. 프로젝트에 관심이 있는 게임 디자이너는 출시 한 달 전에 프로토타입 장치와 개발 키트를 대가로 500달러를 약속할 수 있다. 2013년 2월 현재 이 게임은 5,600명이 넘는 후원자와 약 650,000달러를 모금하여 성공적으로 자금을 조달했다.

## 종료
게임스틱 웹사이트에는 2년 간의 운영 후 서비스를 종료한다는 메시지가 표시되기 시작했으며, 2017년 1월 9일 이후에는 매장이 운영되지 않을 것이라고 밝혔다.
2017년 12월 게임스틱 웹사이트에서는 작별 메시지만 표시하고 만료된 SSL 인증서를 제시했다. 서비스가 다시 제공될 가능성은 거의 없으며 장치 자체가 간접적으로 중단된다. 게임스틱 웹사이트를 방문하려고 하면 터키 축구 베팅 웹사이트로 리디렉션된다.

## 같이 보기
- 부분 유료화
- 인디 게임
- 오픈 소스 비디오 게임